# Верх-Яминське
Верх-Я́минське (рос. Верх-Яминское) — село у складі Цілинного району Алтайського краю, Росія. Входить до складу Шалапської сільської ради.

## Населення
Населення — 193 особи (2010; 271 у 2002).
Національний склад (станом на 2002 рік):
- росіяни — 99 %